# SDSS J1004+4112
SDSS J1004+4112 è un ammasso di galassie situato nella costellazione del Leone Minore alla distanza di circa 7 miliardi di anni luce dalla Terra.
Grazie all'effetto di lente gravitazionale ha permesso l'individuazione di un quasar molto più distante, il QSO B1001+4127, che si trova a 10 miliardi di anni luce, ossia circa 3 miliardi di parsec (redshift di z = 1,734). La gravità dell'ammasso moltiplica l'immagine del quasar che ci appare quintupla. Al momento risulta il terzo più massiccio quasar visibile in questa modalità ed è stato il primo quasar scoperto in multipla immagine grazie ad un ammasso di galassie.Altra peculiarità è che le immagini appaiono, rispetto al consueto, estremamente separate tra loro, fino a circa 15".
L'ammasso SDSS J1004+4112 ha inoltre permesso di individuare anche una supernova e soprattutto alcune galassie ancora più remote, la cui immagine ha percorso 12 miliardi di anni luce (3.7 miliardi di parsec) per giungere fino a noi.

## Galleria d'immagini

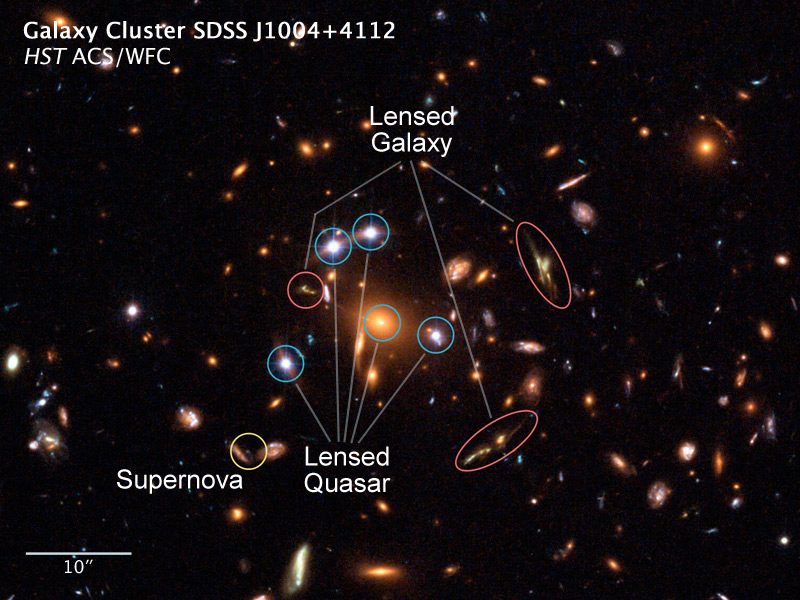
Le immagini del quasar e di altre galassie remote generate dalla gravità dell'ammasso di galassie
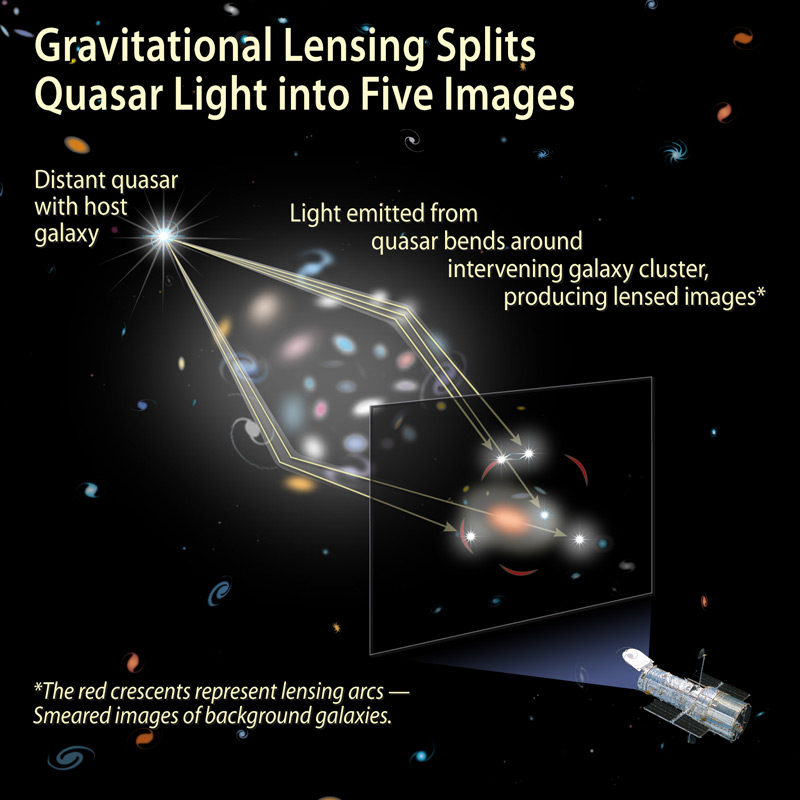
Come l'effetto di lente gravitazionale dell'ammasso di galassie genera le immagini multiple del quasar distante